# Rombergets naturreservat
Rombergets naturreservat är ett naturreservat i Leksands kommun i Dalarnas län.
Området är naturskyddat sedan 2019 och är 116 hektar stort. Reservatet omfattar norr sluttningen av berget med detta namn beläget norr om byn Romma. Reservatet består av gles tallskog på hällmarker på berget topp och av barrblandskog längre ner.